# Тонкин
Тонкин (виј. Xứ bảo hộ Bắc Kỳ) је био француски протекторат на простору данашњег северног Вијетнама. Као и Анамски протекторат, Тонкином је владала династија Нгујен, све до 1886. када је Француска одвојила Тонкин од царског двора у граду Хуе и ту такође створила канцеларију ''Поткраља''.
Међутим, 26. јула 1897., позиција поткраља бива укинута и тиме поставља француског становник-супериора Тонкина за репрезентативца француске колонијалне администрације и царског двора. Ова моћ би му омогућила да именује локалне бирократе. Тонкин је посато део Француске Индокине 1887. године.
Последњи цар Нгујен династије, Бао Дај, је 1945. укинуо француске протекторате на простору Анана и Тонкина и ту потом створио Вијетнамско царство, марионету Јапана. Након капитулације Јапана, завршетком Другог светског рата, Вијетмин је покренуо Августну револуцију, која је довела до укидања Нгујен династије и проглашавања независности Демократске Републике Вијетнама.
Тонкин је накратко био под окупациом Кинеске националне армије пре него што је враћен Француској. Вијетмин се, након уклањања свог националистичког отпора, борио са Француском за контролу над територијом. У 1948. Тонким и Анам су присвојени Привременој централној влади Вијетнама, ентитету који је уз француску администрацију представљао транзицију индокинеских територија из колонија у јединствену земљу. Француска је легално задржала протекторат све до 1950. када су територију формално предали Држави Вијетнам.